# Salem (Wirginia Zachodnia)
Salem – miasto w Stanach Zjednoczonych, w stanie Wirginia Zachodnia, w hrabstwie Harrison.